# Raymond Brugère
Pour les articles homonymes, voir Brugère.
Raymond Brugère est un diplomate français, né le 25 janvier 1885 à Orléans et mort le 30 août 1966 à Châtenoy (Loiret).

## Biographie
Charles Henri Raymond Brugère est le  fils du général Joseph Brugère,. Il est licencié en droit, diplômé de l'École des sciences politiques et ancien élève de l'école Monge.
Il est marié à Denise Témoin (1892-1977), fille du chirurgien renommé Daniel Témoin (officier de la Légion d'honneur) et petite-fille d'un autre ambassadeur de France (Portugal et Italie), Albert Billot (grand officier de la Légion d'honneur).

## Carrière
Raymond Brugère est attaché d'ambassade au cabinet du ministre des Affaires étrangères le 17 mai 1911, puis 3e secrétaire à Pékin le 1er août 1912.
Lieutenant des chasseurs à cheval en 1914, passant ensuite aux Chasseurs d'Afrique, il participe à l'expédition des Dardanelles et est blessé en Serbie (cité à l'ordre du régiment le 23 septembre 1914).
Il est 3e secrétaire à Madrid le 11 mars 1916, 3e secrétaire à Copenhague le 22 février 1918
Il occupe différents postes au ministère à partir de mai 1919 (Direction des relations commerciales, détaché auprès du Commissaire général en Alsace-Lorraine, chef adjoint de cabinet du ministre).
Le 12 avril 1920, il devient secrétaire de 2e classe, pui secrétaire de 1re classe à Constantinople le 21 novembre 1924.
Conseiller à Bruxelles le 16 décembre 1929, il y fait la connaissance de Paul Claudel avec lequel il se lie d'amitié. 
Il est envoyé extraordinaire et ministre plénipotentiaire au Canada du 3 août 1934 au 26 août 1937, envoyé extraordinaire et ministre plénipotentiaire en Yougoslavie le 26 août 1937. 
Démissionnaire le 17 juin 1940, refusant la défaite, il écrit au Maréchal Pétain : « Représentant de la France dans un pays qui, jadis, a continué 3 ans la lutte à nos côtés sans avoir gardé la moindre parcelle de son territoire, j'éprouve un serrement de cœur à la pensée que les Yougoslaves pourront légitimement dire que ce qu'ils ont fait, nous avons été incapables de l'entreprendre. Ma résolution est prise : je refuse de servir un gouvernement, fut-il présidé par le Vainqueur de Verdun, qui signerait la capitulation de la France. ».
Sur ordre de Vichy, il est interné du 8 novembre 1942 au 8 juin 1944, date à laquelle il est libéré par la Résistance.
Il est secrétaire général du Quai d'Orsay sous Georges Bidault le 21 septembre 1944. Il n'y reste que trois semaines, n'ayant pas la même vision de la politique étrangère que son ministre. Devenu un grand ami de la Belgique lorsqu'il occupait des fonctions de conseiller d'ambassade, il y demandera son affectation. Le général de Gaulle accepte sa requête.
Il est nommé ambassadeur de France en Belgique du 4 octobre 1944 à fin 1947.
En 1947, il participe à la création du RPF et devient membre de son conseil national.

## Distinctions
- Commandeur de la Légion d'honneur (26 février 1946)[6],[5]
- Croix de guerre 1914-1918
- Médaille de la Résistance française (16 janvier 1947)[7]
- Grand cordon de l'ordre de Léopold

## Publications
- Veni, vidi Vichy, éditions Calmann-Levy, 1944.
- Veni, vidi Vichy… et la suite Témoignages, 1940-1945, éditions des Deux-Rives, 1953.
- Veni, vidi Vichy… et la suite, Témoignages (1940-1945), édition de 1953 restaurée et commentée dans une postface avec appareil critique de 100 pages d’Annie Lacroix-Riz, professeur d’université émérite d’histoire contemporaine, aux éditions de la Librairie Tropiques, 2024.
- Hommages Français à Paul Hymans, collectif, Bruxelles, éditions de l'Avenue, 1944.
- Courtes mais éblouissantes vies ministérielles parallèles de Chateaubriand et Lamartine : 1823-1848, Calmann-Lévy, 1957.
- Ambassade de Choiseul-Gouffier à Constantinople, 1784-1792, éditions du Manuscrit, 1958.
- Mémoires d'outre-Monge, À l'ombre de l'Élysée en pleurs, éditions du Manuscrit, 1961.
- Noblesse et rigueur du métier diplomatique, éditions du Manuscrit, 1962.